# عملیات تجاری
عملیات تجاری (انگلیسی: Business operations) به عملیاتی اطلاق می‌گردد که به کسب سود حاصل از دارایی‌های یک کسب و کار بینجامد. عملیاتی است که مقصود از آن در عرف تجارت، کسب سود و منفعت باشد، اگر چه مباشر آن عملیات تاجر نباشد.

## بررسی اجمالی
عملیات تجاری شامل سه الزام مدیریتی اساسی است که به طور کلی هدف آنها به حداکثر رساندن ارزش برداشت شده از دارایی‌ها است :
- ایجاد درآمد مکرر
- افزایش ارزش دارایی ها
- تضمین درآمد و ارزش تجارت

این سه امر به یکدیگر وابسته هستند. اصول اساسی زیر این وابستگی متقابل را نشان می دهد:
- هر چه یک دارایی درآمد مکرر بیشتری ایجاد کند، ارزش آن بیشتر می شود.
  - به عنوان مثال، محصولاتی که در بالاترین حجم و قیمت به فروش می رسند معمولاً به عنوان با ارزش ترین محصولات در سبد محصولات در تجارت در نظر گرفته می‌شوند.
- هر چه یک محصول ارزشمندتر شود، درآمد مکرر بیشتری ایجاد می‌کند.
  - به عنوان مثال، یک خودروی لوکس را می توان با نرخی بالاتر از یک خودروی معمولی اجاره داد.
- ارزش ذاتی و پتانسیل درآمدزایی یک دارایی بدون راهی برای تضمین آن قابل تحقق نیست.
  - به عنوان مثال، ذخایر نفتی بی‌ارزش هستند مگر اینکه فرآیندها و تجهیزاتی برای استخراج، پالایش و توزیع سودآور آن توسعه یابند.